# 紙ひこうき (映画)
『紙ひこうき』（かみひこうき、Paperman）は、ウォルト・ディズニー・アニメーション・スタジオ製作、ジョン・カース監督による2012年の短編モノクロアニメ映画である。セルアニメとコンピュータアニメーション技術の両方が用いられている。

## ストーリー
1940年代のニューヨーク。
ジョージは高架鉄道のホームに書類の束を抱えて立っていた。一陣の風が吹き、飛んだ一枚の書類がたまたま隣にいた女性・メグの顔に貼りついて、口紅のキスマークがついてしまう。思わぬ出来事に微笑みあう2人だったが、言葉を交わす前にホームに電車が到着し、お互い後ろ髪を引かれつつも別れてしまう。
会社に着いたジョージを待っていたのは、怖い上司と山積みの書類。ふと外を見ると、向かいのビルの窓の中にメグがいた。なんとか気づいてもらおうと、ジョージは書類の紙を紙飛行機に折って次々とメグのいる窓へと飛ばすが、なかなか上手くいかない。書類は尽き、最後に残ったメグの口紅が付いた一枚を使うが、これもあえなく失敗。メグがビルを後にしたのを見てとると、ジョージは上司の制止も振り切って会社を飛び出したが、メグを見失ってしまう。
ところが地上に落ちた紙飛行機達は、ビルの吹き溜まりから再び飛び上がる。編隊を組んでジョージの後をつついてまとわりつき、また口紅の紙飛行機はメグを見つけ、それぞれを電車に押し込む。
ふたりが今朝出会った駅で、ジョージとメグは晴れて再会したのだった。

## 製作
ジョン・カースによる初監督作品である。
『塔の上のラプンツェル』でベテランアニメーターのグレン・キーンと仕事をしたときに、ジョン・カースは昔からのアニメーションと手書き技術の良さにあらためて気付き、CGと手書きの線がうまく調和するような新しい手法を模索した。
ディズニーが独自開発したソフトウェア「Meander」を使用し「final line advection」と呼ばれる新技術が用いられることになった。まず、3DCGのモデルによるアニメーションを作成し、これに後からアニメーターが2Dの輪郭線などのドローイングを描き重ねる。追加描写された線はベクタ形式で処理され、3DCGモデルのアニメーションに合わせて動いていくことになる。

## キャスト
- ジョン・カース - ジョージ
- カリ・ウォールグレン - メグ
- ジェフ・ターリー - ボス

## 公開
2012年6月にアヌシー国際アニメーション映画祭でプレミア上映された。2012年11月2日、『シュガー・ラッシュ』と併映で劇場公開された。
YouTubeにも本編全編の他、メイキングなどが公開されていた。

## 賞歴
- 第85回アカデミー賞短編アニメ賞 - 受賞
- 2012年アニー賞短編部門（en:Annie Award for Best Animated Short Subject） - 受賞